# Georg Karl Friedrich Emmrich
Georg Karl Friedrich Emmrich (* 25. Januar 1773 in Meiningen; † 10. Mai 1837 ebenda) war ein deutscher evangelischer Geistlicher und Pädagoge.

## Leben
Georg Karl Friedrich Emmrich wurde als drittes Kind des Johann Adam Emmrich (* 23. Oktober 1734 in Salzungen; † 12. September 1796 in Meiningen), Inspektor und Archidiakon in Meiningen und dessen Ehefrau Elisabeth Friederike Erdmuthe (* 1747 in Meiningen; † unbekannt), eine Tochter des Johann Georg Erk (* 4. September 1708 in Meiningen; † 25. August 1772 ebenda), Hofadvokat und Bürgermeister in Meiningen, geboren. Er hatte noch vier Brüder und fünf Schwestern, von diesen verstarben jedoch ein Bruder und eine Schwester bereits in der Kindheit.
Er kam 1782 auf das Lyzeum Meiningen zur Vorbereitung auf das Studium; seine Lehrer dort waren Otto Benjamin Otto (1748–1801), Johannes Jacob Elias Haberland (1746–1810) und Rektor Johann Caspar Buzer (1752–1818) hinzu kam im letzten Jahr noch Johann Konrad Schaubach (1764–1849), später Rektor und Konsistorialrat. Als Georg Karl Friedrich Emmrich die Schule verließ, hielt er eine Abschiedsrede mit dem Thema vom Nutzen der Mathematik für alle Stände.
Am 17. Oktober 1791 begann er ein Theologie-Studium an der Universität Göttingen, obwohl er lieber Mathematik und Medizin studiert hätte, dies war jedoch wegen fehlender finanzieller Mittel nicht möglich. Er wohnte mit seinen Brüdern zusammen, die ebenfalls in Göttingen studierten. Sein ältester Bruder Jacob Friedrich Georg Emmrich (1766–1839), der Jura studierte, wurde später Appellationsgerichtsrat in Ansbach und sein zweitältester Bruder Wilhelm (* unbekannt; † 11. Juni 1796) studierte ebenfalls Theologie. An der Universität Göttingen hörte er Vorlesungen bei Gottlieb Jakob Planck, Johann Friedrich Schleusner, Karl Friedrich Stäudlin, Ludwig Timotheus Spittler, Johann Gottfried Eichhorn, Friedrich Ludewig Bouterweck, Johann Georg Heinrich Feder, Christian Gottlob Heyne, Johann Gottlob Marezoll und Abraham Gotthelf Kästner. Für seinen Lebensunterhalt fertigte er zusätzlich literarische Arbeiten an und unterrichtete auch privat. Um den menschlichen Körper besser kennenzulernen, besuchte er auch die anatomischen Vorträge des Professor Heinrich August Wrisberg. Er übte sich im Predigen sowohl in Göttingen und in den umliegenden Dörfern Landolfshausen, Falkenhagen, Großen- und Kleinenlengden, als auch in den Ferien in Meiningen und in den dortigen umliegenden Dörfern. 1793 musste er die Universität vorzeitig verlassen, weil sein Vater die Ausbildung nicht mehr bezahlen konnte, die fehlenden Kenntnisse holte er durch Privatstudium nach.
Am 16. Mai 1794 bestand er das Examen und wurde als Kandidat aufgenommen, anschließend hielt er sich noch ein Jahr bei seinen Eltern auf und übte sich weiter im Predigen. Weil er für sich als 51. Kandidat keine Zukunft sah, nahm er eine Hofmeisterstelle in Langen bei dem Rentmeister Heym an und reiste am 22. Oktober 1795 dorthin, um dessen drei Söhne zu unterrichten; der älteste von ihnen, der spätere Kreisrat Heym aus Groß-Gerau besuchte ihn noch Ende 1836. Für den Rentmeister übernahm er während der Kriegszeiten gelegentlich Aufträge, so dass er mit einer Sauvegarde in Gebiete reisen musste, in denen die Sansculotten plünderten und raubten, so dass er gelegentlich in Lebensgefahr geriet. Auch in Langen und den umliegenden Ortschaften Sprendlingen, Hainder Dreieichen, Philippseich sowie in der Garnisonskirche in Darmstadt übte er sich während seines Aufenthaltes weiterhin im Predigen. Seine Predigten fanden großen Beifall und er hatte gute Aussichten auf eine Pfarrstelle, allerdings verlor er innerhalb von drei Monaten seinen zweitältesten Bruder und seinen Vater. Sechs Wochen nach dessen Tod wurde er, zur Unterstützung seiner Mutter, von seinem Herzog Georg I. als Tertius an die Stadtschule Meiningen berufen und dort am 8. November 1796 eingeführt; am 5. Mai 1797 wurde er zum Collaborator am Lyzeum ernannt. Er unterrichtete in allen drei Klassen die Fächer deutsche Sprache, Geschichte und Geographie. Am 6. September 1799 wurde er zum Konrektor am Lyzeum befördert.
Herzog Georg I. übertrug ihm am 9. Dezember 1801 den Unterricht seiner beiden Prinzessinnen Adelheid, der späteren Königin von England und Ida in Religion, Geographie und deutsche Sprache, die er acht Jahre lang unterrichtete.
Am 17. Januar 1802 erfolgte seine Ordination und er wurde am 19. Januar 1802 Hofkirchencollaborator. Am 29. März 1802 wurde er Administrator der Stiftung von Johann Ernst Henfling, die es ermöglichte, dass arme Schüler sich einen Schulbesuch leisten konnten. In seiner Verwaltungszeit bis 1834 erhöhte er den Kapitalstock von 6.418 rheinische Gulden auf 9.946 rheinische Gulden, so dass zu den sieben Schülerstellen noch zwei weitere hinzugefügt werden konnten; im gleichen Jahr wurde er auch Armenpfleger, dieses Amt übte er bis 1827 aus. Ebenfalls 1802 wurde er Rezensent bei der Allgemeinen deutschen Bibliothek im Gebiet der deutschen Sprache hochdeutscher Mundart und blieb dieses bis zu seinem Tod. Hinsichtlich der Poesie und der deutschen Sprache pflegte er eine Freundschaft mit dem Oberbibliothekar Wilhelm Friedrich Hermann Reinwald; beide rezensierten sich gegenseitig. Auf dem Gebiet der Heimatgeschichte war er mit dem Superintendenten Ernst Julius Walch (1751–1825) in Salzungen befreundet.
Am 19. Januar 1804 erfolgte seine Ernennung zum Hofkaplan, am 21. April 1816 Hofprediger und am 27. Januar 1827 Konsistorialrat; als solcher war er Referent für die gesamten Armenangelegenheiten des Konsistoriums, bis dieses am 1. April 1829 nach Hildburghausen verlegt wurde. Am 2. April 1830 wurde er Oberhofprediger.
In seiner Freizeit widmete er sich dem Studium der vaterländischen Geschichte, insbesondere der unbearbeiteten Staats- und Regentengeschichte seines Fürstenhauses. Seine Forschungen sind niedergelegt im Meiningschen gemeinnützigen Taschenbuch (1801–1805 und 1807), in der Zeit von 1803 bis 1807 war er auch Redakteur des Taschenbuches. Weiterhin veröffentlichte er in dem von ihm herausgegebenen Archiv für die herzoglichen S. Meiningischen Lande. Im deutschen Regenten-Almanach schrieb er die Biographie des Fürsten Bernhard II., Herzog von Meiningen (S. 374–410) und er beteiligte sich an der Herausgabe der Fortsetzung der Chronik der Stadt Meiningen von 1676 bis 1834, die der hennebergische alterthumsforschende Verein herausgab.
Um sich zu zerstreuen, ging er im Sommer in seinen Berggarten, den er selbst angelegt hatte und in dem die meisten Bäumen von ihm im Kern gepflanzt und veredelt worden waren; er hat viel für die Verbreitung guter Obstsorten in seiner Gegend getan und hatte hierbei eine bedeutende Baumschule.
Am 7. Juni 1804 heiratete er in Ritschenhausen Christiane Elisabeth (* 27. Februar 1779; † unbekannt), die älteste Tochter des Senator und Kaufmann Adam Georg Amthor (* unbekannt; † 17. August 1818) aus Meiningen. Von seinen acht Kindern lebten bei seinem Tod noch drei Söhne:
- Johann Georg Friedrich Emmrich (* 11. November 1805; † unbekannt), Doktor der Medizin und praktischer Arzt in Meiningen;
- Hermann Friedrich Emmrich (* 7. Februar 1815 in Meiningen; † 24. Januar 1879 ebenda), Lehrer, Geologe und Paläontologe;
- Georg Anton Eduard Friedrich Emmrich (* 8. Februar 1820; † 1897), Rektor des Realgymnasiums Meiningen, wurde später Ehrenbürger Meiningens.

## Mitgliedschaften
Er war Ehrenmitglied des Hennebergischen Altertumsforscher-Vereins.

## Schriften (Auswahl)
- Wilhelm Friedrich Hermann Reinwald; Georg Karl Friedrich Emmrich: I. Chor: Georgen kröne Glück Ihn, der mit Vaterblick Sein Volk bewacht. Meiningen 1800.
- Geschichte der Stadt Meiningen unter würzburgischer Hoheit (1008–1542), Meiningen 1804.
- Einige Worte der Achtung und Liebe am Sarge des Herrn M. Johann Christoph Rasche, gewesenen Adjunktus, Pfarrers und Beisitzers im geistl. Untergerichte zu Maßfeld, gesprochen den 24. April 1805 von G. C. F. Emmrich, Hofkaplan. Meiningen 1805.
- Lebensgeschichte Herzog Georg's des Unvergesslichen. Meiningen 1805.
- Herzog Georg von Sachsen-Coburg-Meiningen: gebohren am 4ten Februar 1761, gestorben am 24ten December 1803. Meiningen 1806.
- Gedichte. Meiningen in Verlag Hannschen Hofbuchhandlung 1807.
- Dem würdigen Jubelpaar: Glückwunschgedicht auf Johann Ernst Anschütz, Rittergutsbesitzer und Weinhändler in Suhl, und Catharina Anschütz zu ihrer goldenen Hochzeit, 15. Februar 1814. Suhl Lange 1814.
- Einsegnung der Landwehrmänner des Herzogthums S. Meiningen zum heiligen Kampfe für deutsche Freiheit und Vaterland, gesprochen am Altare der Hofkirche in Meiningen. Meiningen 1814.
- Georg Karl Friedrich Emmrich; Karl Wilhelm Dietrich: Unserer guten Schwester. Hochzeitsgedicht auf Karl Wilhelm Dietrich, Aktuar, und Johanna Sophie Friederike Anschütz, 29.01.1815. Suhl Lange 1815.
- Predigten von Georg Carl Friedrich Emmrich, Hofprediger in Meiningen. Meiningen, 1816.
- Dem Herrmann- und Köhlerischen Hochzeitfeste. Hochzeitsgedicht auf Herrmann und Köhler, 7. Febr. 1816. Meiningen 1816.
- Zur hochbeglückten Vermählung Sr. Hoheit des Herrn Herzogs Bernhard von Sachsen-Weimar und Eisenach mit der Durchlauchtigsten Prinzessin Jda von Sachsen-Coburg-Meiningen geweiht vom herzogl. Lyceo und der Stadtschule zu Meiningen. Meiningen 1816.
- Der Durchlauchtigsten Prinzessin Ida am frohen Morgen: Hochzeitsgedicht für die Prinzessin Ida von Sachsen-Coburg-Meiningen, 30. Mai 1816. Meiningen 1816.
- Einen Myrthenkranz hab' ich gewunden. Hochzeitsgedicht auf Bernhard, Herzog von Sachsen-Weimar-Eisenach, und Prinzessin Ida von Sachsen-Coburg-Meiningen, 30. Mai 1816. Meiningen 1816.
- Georg Karl Friedrich Emmrich; Libette Emmrich; Friedrich Kleinfeller: Wünsche der Liebe am Tage der glücklichen Eheverbindung. Hochzeitsgedicht auf Friedrich Kleinfeller und Caroline Straßburger, 23. Juni 1818. Meiningen 1818.
- Der Durchlauchtigste Prinzessin Adelheid. Abschiedsschrift auf Prinzessin Adelheid von Sachsen-Meiningen anläßlich ihrer Abreise nach England. Meiningen Hartmann 1818.
- An Deinem Wiegenfest wag ich es Dir zu nah'n. Meiningen 1820.
- Georg Karl Friedrich Emmrich; Caroline Kleinfeller; Friedrich Kleinfeller; Ernestine Straßburger; Auguste Straßburger; Emilie Straßburger; Johann Carl Gottlieb Strassburger: Bey der frohen Jubelfeyer der silbernen Hochzeit. Glückwunschgedicht auf Johann Carl Gottlieb Strassburger und seine Frau anläßlich ihrer Silberhochzeit, 8. Febr, 1821. Kühndorf 1821.
- Georg Karl Friedrich Emmrich; Libette Emmrich; Adolph Ziegler; Franz Ziegler: Wünsche der Liebe zum frohen Vermählungsfeste. Hochzeitsgedicht auf Adolph und Franz Ziegler anläßlich ihrer Vermählung mit Ernestine und Auguste Straßburger, 12. und 13. August 1821. Meiningen 1821.
- Zur silbernen Jubelfeyer der Casino Gesellschaft in Meiningen. Meiningen 1821.
- Georg Karl Friedrich Emmrich; Johann Christian Theodor Döbner: Dem Herrn geheimen Regierungsrath. Glückwunschgedicht auf Johann Christian Theodor Döbner, Geheimer Regierungsrat, zur silbernen Hochzeit, 2. Juni 1825. Meiningen 1825.
- Dem würdigen, treuen Lehrer und väterlichen Freud, Herrn Landschulen-Inspektor Keyßner, in Ehrfurcht und Liebe von Seinen dankbaren Schülern geweiht Meiningen, den 4. März 1825. Meiningen 1825.
- Sr. Durchlaucht dem regierenden Herrn Herzog. Gedicht auf Bernhard Erich Freund, Herzog zu Sachsen-Meiningen und Maria Friederike Wilhelmine Christiane, Herzogin von Sachsen-Meiningen, geb. Prinzessin von Kurhessen anläßlich ihrer Ankunft in Meiningen, 1825. Meiningen 1825.
- Im Herzen steht der Hochaltar der Weihe: Da stammt für Euch des Bürgers Lieb' und Treue! Des Himmels Friede müsse Euch umschweben! Hoch sollen Bernhard und Maria leben. Hochzeitsgedicht auf Bernhard, Herzog zu Sachsen-Meiningen und Maria Friederike Wilhelmine Christiane, Herzogin von Sachsen-Meiningen, geb. Prinzessin von Kurhessen, 1825. Meiningen 1825.
- Willkommen, theures Fürstenpaar, willkommen! Seht: alle Herzen Euch entgegen kommen! Seyd mit der Ehrfurcht reinsten Huldigungen Hier an der Grenze unserer Stadt umschlungen. Gedicht auf Bernhard, Herzog zu Sachsen-Meiningen und Maria Friederike Wilhelmine Christiane, Herzogin von Sachsen-Meiningen, geb. Prinzessin von Kurhessen, anläßlich ihrer Ankunft 1825. Meiningen 1825.
- Te deum laudamus zu der kirchlichen Dankfeyer. Glückwunsch auf Bernhard, Herzog zu Sachsen-Meiningen und Maria Friederike Wilhelmine Christiane, Prinzessin von Kurhessen anläßlich ihres Vermählungs- und Einzugsfestes, 1825. Meiningen 1825.
- Georg Karl Friedrich Emmrich; Friedrich Mosengeil: Dem Herrn Oberkonsistorialrath. Glückwunschgedicht auf Oberkonsistorialrat Mosengeil zu seiner silbernen Hochzeit, 22. Jan. 1825. Meiningen 1825.
- Die Liebe, die sich liebend und verpfändet, hat Euch der Herzen schönsten Sieg vollendet! Hochzeitsgedicht auf Bernhard, Herzog zu Sachsen-Meiningen und Maria Friederike Wilhelmine Christiane, Herzogin von Sachsen-Meiningen, geb. Prinzessin von Kurhessen, 1825. Meiningen 1825.
- Georg Karl Friedrich Emmrich; Juliane Schwanitz; Johann Philipp Bach: Meinem vielgeliebten theuren Vater. Glückwunschgedicht auf Johann Philipp Bach, Kabinettmaler und Hoforganist, zu seinem goldenen Schützenjubiläum, 17. August 1825. Meiningen 1825.
- Gefühle der Liebe beym Tode. Trauergedicht auf Christoph Julius Karl Hausen, Lehrer an der Forstakademie zu Dreyßigacker, † November 1826. Meiningen 1826.
- Dem theuren Andenken unsers geliebten Vaters, Schwiegervaters und Großvaters. Trauergedicht auf Johann Carl Gottlieb Strassburger, Oberamtmann und Rittergutsbesitzer auf Ellingshausen, † 28. April 1828. Meiningen 1828.
- Welches sind die Hauptzüge im Gemälde eines glücklichen Landes? Eine Predigt bei Eröffnung des Landtages am 21. Sonntage nach Trinitatis 1830 in der Herzogl. Hofkirche zu Meiningen gehalten. Zum Besten des neuen Krankenhauses. Meiningen, 1830.
- Rede am Grabe Sr. Ercellenz des Herrn Staatsministers von Könitz; gehalten auf Jerusalem am 17. Januar 1832. Meiningen, 1832.
- Rede am Grabe des Herzogl. S. M. Cammerrathes Philipp Heinrich Hartmann. Meiningen, den 6. Junius 1832.